# 西門口 (臺灣)
西門口，是臺灣彰化縣彰化市的一個地名，位於該市西部。相較於今日行政區，其範圍大致包括磚磘里南大半部、西勢里最東端、忠孝里最南端、長樂里台鐵彰化車站一帶地區、西興里不含東南端、萬壽里西部、平和里、崙平里西南部、向陽里不含東部及南部狹長邊界地帶、莿桐里東北端。

## 歷史
台灣清治末期至日治初期，西門口地區為一街庄，稱為「西門口庄」，隸屬於線東堡。該庄北與大霞佃庄、西勢仔庄為鄰，東與彰化街、南門口庄為鄰，東南與大埔庄為鄰，西南邊為莿桐腳庄，西邊為馬興庄。
1901年（日治明治三十四年）11月，該庄隸屬於彰化廳。1909年（明治四十二年）10月，改隸屬於臺中廳。1920年（大正九年），該庄改制為「西門口」大字，隸屬於臺中州彰化郡南郭庄。1933年12月，彰化街合併南郭庄、大竹庄，升格成為彰化市。
戰後彰化市隸屬於彰化縣，大字亦改制為里。由於都市化發展，西勢子地區東部已成為彰化市區的一部分。

## 交通
台鐵縱貫線大致以東北—西南走向經過西門口地區東北部凸出部分的東部邊界地帶，境內設有彰化車站。該站為海線、山線的交會點，屬一等站，各級列車均有停靠。
國道1號大致以縱向經過本地區中部，在境內與省道台19線交會處設有彰化交流道，由此可快速前往台灣西部各地。
省道台1丙線（金馬路三毁）為縱向省道在彰化市區西北側的外環道，其南側端點位於本地區東部和東莊附近的省道台19線路口，往北轉東北可至苦苓腳接省道台1線，續行可至三村莊接省道台14丙線。
省道台19線（中華西路）又稱「中央公路」，為彰化至台南永康的道路，大致以東北－西南走向經過本地區東南部，往東北可前往彰化市中心，往西南可前往溪湖、土庫、北港等地。
縣道139甲線（彰草路、豐國路）是和美塗厝至彰化的道路，其東南側端點與省道台1丙線南側端點相同，往西可經頂番婆、草港、和美，於塗厝接上縣道139號本線。
縣道134甲（線東路一段）是和美打鐵山至彰化莿桐腳的道路，大致以縱向經過本地區中部偏西地帶，往北可前往嘉犁地區的打鐵山附近接回縣道134號本線，亦可續行新闢延伸道路（線東路三段）以達國道3號的和美交流道。

## 學校
- 精誠高中
- 信義國中小

## 廟宇
- 九天尊王忠義廟（陰廟）